# Iglesia de Santa María (Filadelfia)
La Iglesia de Santa María o antes Catedral de Santa María (en inglés: St. Mary's Church) También conocida como Old St. Mary's, es una iglesia histórica en Filadelfia, Pensilvania en Estados Unidos. Se encuentra en el barrio de Society Hill en 248 S. Fourth Street, entre Spruce y Walnut Streets.
Comúnmente conocida como "Antigua Santa María", se abrió en 1763 y fue la segunda Iglesia Católica en Filadelfia después de San José. Sigue siendo una parroquia activa de la Arquidiócesis de Filadelfia.
En 1810, después de que Filadelfia se había hecho una diócesis, Santa María fue nombrada la catedral, un papel en el cual continuó hasta 1838, cuando la iglesia de San Juan el evangelista la reemplazó.

## Véase también

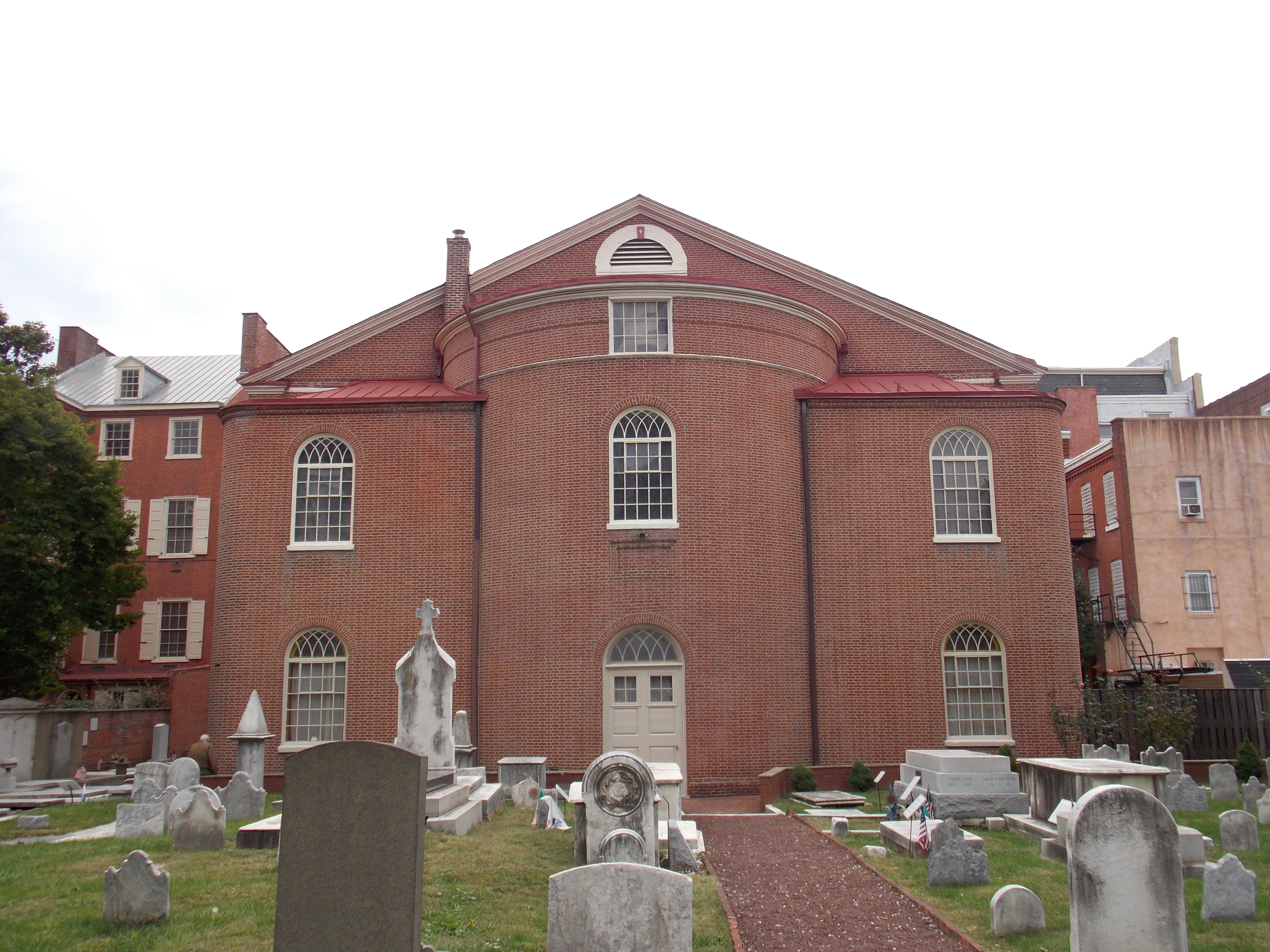
Parte posterior de la iglesia